# Васин, Борис Николаевич
Борис Николаевич Васин (25 января 1897—27 ноября 1965) — генетик, селекционер, специалист по генетике овец и каракулеводству. После августовской сессии ВАСХНИЛ с 1948 по 1955 год работал на Сахалине, там описал новый вид полёвки, открыл неизвестные советским учёным местообитания каланов на Курильских островах.

## Биография
Родился в Москве. Отец его был сначала сельским учителем, затем наборщиком в типографии, переводчиком, журналистом и писателем-натуралистом.
В 1916 году сдал при Московском учебном округе экзамены за гимназический курс и был принят на естественно-историческое отделение Московского университета. Но осенью 1916 года ушёл на фронт.  Был ранен, вновь вернулся на фронт. Во время гражданской войны в Красной Армии в политотделе одной из дивизий на южном фронте. Демобилизовался в 1920 году. Восстановился в МГУ. Ученик Кольцова и Серебровского, под руководством которого работал на Аниковской центральной генетической станции с овцами. Одновременно поступил в только что открытый Московский зоотехнический институт,  окончил его в 1923 году. С 1923 года работает на Центральной генетической станции Наркомзема, там заведующий отделом генетики овец. В 1924 году Н. К. Кольцов пригласил Б. Н. Васина заведовать отделом овцеводства на Аниковской генетической опытной станции.
В 1922 году женился на Екатерине Тимофеевне Поповой (1899—1988).
В 1926-1927 годах Б. Н. Васин ездил в Ярославскую, Безенчукскую и Урупскую станции  для знакомства с работами по исследованию романовской и черкасской пород овец.
В 1930 году будучи зав кафедрой генетики и селекции в Институте пушного звероводства Наркомвнешторга взял на работу оставшуюся без места З. С. Никоро. В 1934 году вместе С. П. Наумовым провёл обследование для определения итогов акклиматизационных мероприятий в Киргизии
В 1932 году А. С. Серебровский возглавил Всесоюзный институт животноводства и пригласил туда работать Васина
С 1934 начинает работать в институте генетики, который только что переехал из Ленинграда в Москву.
По крайней мере в середине 1930-х читал лекции по генетике и в Ивановском сельскохозяйственном институте, его бывший студент, выпускник этого института Дмитрий Беляев пришёл в 1939 году работать в ЦНИЛ пушного звероводства, где Борис Николаевич заведовал отделом селекции и разведения. Именно Васин предложил Д. К. Беляеву тему по генетике и селекции лисицы, которой давно интересовался сам, у него были публикации по этому виду
|
Ещё в 1946 году Б. Н. Васин участвовал в Курильской комплексной научной экспедиции, организованной Дальневосточной базой АН СССР и Приморским филиалом Всесоюзного географического общества. Об этом нам напоминает одно из географических названий — гора Васина на о. Кунашире
Работал заведующим зоолого-животноводческим сектором (отделом). Назначен заведующим почвенно-ботанического сектора Сахалинской научно-исследовательской базы (НИБ). Результаты его работы отложились в фондах ГИАСО в виде научного отчета. Подвергя проработке. переведен на должность старшего научного сотрудника. В обязанности Б. Н. Васина входило проведение работ по акклиматизации на Сахалине ондатры, соболя, норки, енота, кабарги (хотя на Сахалине есть свой эндемичный подвид). В 1955 году по результатам зоологического обследования острова Борис Николаевич описал новый для науки вид, эндемика Сахалина, сахалинскую полёвку (Microtus sachalinensis).

Б. Н. Васин, обвинённый в морганизме, перед сотрудниками Сахалинского филиала АН СССР не каялся, но после обвинений  он написал письмо министру высшего образования и в Президиум АН СССР с признанием своих ошибок. Позже он объяснял: 
«Это признание было вызвано тем, что я сознавал необходимость полного морально-политического единства всего нашего народа, в том числе и советских научных работников, вокруг Центрального комитета Коммунистической партии.<...> Было бы ошибочно думать, что я, воспитанный на положениях формальной генетики, на идеях морганизма и вейсманизма и после долгой практической работы на основе этой реакционной теории <...>, мог бы сразу изменить свое мышление и полностью избавиться от старого наследства».
В 1955 году вместе с женой подписал «Письмо трёхсот», ставшее причиной отставки Лысенко с поста президента ВАСХНИЛ.
В 1982 году Б. Н. Васину (посмертно) присуждена Государственная премия СССР в области техники с формулировкой: "за создание и внедрение в производство новых типов овец каракульской породы серой, розовой и белой окраски, бухарского и сурхандарьинского сура".
Много лет был председателем Комиссии по применению математики в биологии Московского Общества Испытателей Природы (МОИП).

## Труды

### По генетике, селекции и зоотехнии
- Васин Б. Н.  Искусственное оплодотворение сельскохозяйственных животных /  Под ред. проф. Ил. Ив. Иванова. - М. : Г. Ф. Мириманов, 1924. - 23 с.
- Васин Б. Выбор племенного быка и уход за ним. Москва: Издатель Г. Ф. Мириманов 1924,  2-е изд. 1926
- Васин Б. Контроль над коровой - путь к созданию доходных молочных стад  - М. : Г. Ф. Мириманов, 1924. - 31 с. - (Б-ка по улучшению крестьян. хоз-ва), 2-е изд. 1926
- Васин Б. Кормление молочных коров / 2-е изд. - М. : Г.Ф.Мириманов, 1925. - 31 с. : ил., табл. ; 17 см.. - (Что надо знать крестьянину)  М. : Г. Ф. Мириманов, 1924. - 31 с
- Васин Б. Н. Наследование окраски и пежин / Б. Васин. - Москва : Центр. генетич. станция, 1928. - 68 с. : ил. ; 21 см. - (Труды Центральной станции по генетике сельскохозяйственных животных Наркомзема РСФСР Генетика овец I / Под ред. проф. Н.К. Кольцова ; № 2).
- Васин Б. Н. 1928. Генетический анализ признака в популяции.— Журн. эксп. биол., 4,1, с. 77—92.
- Васин Б. Н. Наследование структурных признаков 1929
- Васин Б. Н. Овцеводство в коллективных хозяйствах 1930
- Васин Б. Н., Юдин В. М. За качество каракульского смушка : (Бонитировка ягнят) 1934
- Васин Б. Н. Каракульская овца.  Москва: Сельхозгиз, 1936. - Обл., 61, [3] с.
- Васин Б. Н. 1939. Изменчивость и наследование продолжительности эмбрионального развития, тр. ин-та генетики № 13
- Васин Б. Н. Создание новой высокопродуктивной породы для Таджикской ССР //Животноводство Таджикистана, 1943.- 17 с..
- Васин Б. Н. Цветной каракуль / Моск. пушно-меховой ин-т Наркомвнешторга СССР. - Москва : Междунар. книга, 1947 (Тип. "Печатный двор" в Л.). - 87 с. - 2-е изд. - М. : Колос, 1968. - 105 с.
- Васин Б. Н. Эволюция шерстного покрова овец Новосибирск: Наука. Сиб. отд-ние 1969 (докторская диссертация, защищенная в 1945 году)
- Васин Б. Н., Васина-Попова Е. Т., Грабовский И. Н., Крымская Э. К., Петров В. А. Руководство по каракулеводству. - М., «Колос». - 1971. 320 с.
- Васин Б. Н., Игнатьев М. В., Левит С. Г. Современное состояние проблемы доминантности // Успехи современной биологии. 1934. Т. III. Вып. 2. С. 208–228.
- Васин Б. Н., Лепин Т. К. Рецензия на книгу Н. И. Фейгинсона "Основные вопросы мичуринской биолгии". Журнал "Бюллетень Московского Общества Испытателей Природы (отдел биологический), 1956, т. 61, N 4, стр. 95-105
- Васин Б. Н. Распределение Пуассона в биологических исследованиях // Новое в биометрии. –М.: МГУ, 1970. – С. 14-22.

### По Сахалину и Курильским островам
- Васин Б. Н.  Новый вид серой полёвки с Сахалина (Microtus sachalinensis, sp. n.). // Зоологический журнал, том XXXIV, вып. 2, 1955 г.
- Васин Б. Н. 1958. Морской котик и калан в водах Охотского моря и Тихого океан. // Изучение берегов морей и водохранилищ. Тр. Океанографическая комиссия АН СССР. с. 128-129.
- Васин Б. Н.  Кальдера Заварицкого на острове Симушир. Известия Всесоюзного географического общества 1959 Стр. 300.

### Редактор
- Холдейн Дж. «Факторы эволюции»

## Адреса
- 1945 — Москва, Страстной бульвар, 10[15]